# Sydney de Coulon
Sydney de Coulon (* 24. März 1889 in Bevaix; † 17. August 1976 in Fontainemelon, heimatberechtigt in Neuenburg) war ein Schweizer Politiker (LPS).

## Biografie
Sydney de Coulon kam am 24. März 1889 in Bevaix als Sohn des Bankiers Léopold-Alfred-Auguste de Coulon und der Léonie geborene Depierre zur Welt. Nach der Absolvierung einer Banklehre in England, gefolgt von einer Beschäftigung in einer Bank in Lausanne, wechselte Sydney de Coulon zur Uhrenfabrik Fontainemelon AG, der er als Direktionsmitglied angehörte.
In der Folge war Sydney de Coulon von 1931 bis 1933 mit der Leitung der ASUAG betraut. Schliesslich war er von 1932 bis 1964 als Delegierter des Verwaltungsrats und Generaldirektor der Ébauche SA eingesetzt. Zusammen mit Gérard Bauer gründete er das Centre Electronique Horloger SA für elektronische Uhren und errichtete in Isérables ein Zweigwerk der Uhrenfabrik Fontainemelon AG.
Sydney de Coulon war mit Antoinette, der Tochter des Herstellers von Uhrrohwerken in Fontainemelon Paul Robert-Tissot, verheiratet. Er verstarb am 17. August 1976 wenige Monate nach Vollendung seines 87. Lebensjahres in Fontainemelon.
Als Mitglied der Liberalen Partei sass er auf kantonaler Ebene zwischen 1941 und 1954 im Neuenburger Grossrat. Auf Bundesebene vertrat er den Kanton von 1947 bis 1949 im Nationalrat, daran anschliessend bis 1963 im Ständerat. Daneben fungierte er als Leiter der Eidgenössischen Versicherungskasse sowie der Nationalbank.

## Ehrungen
- Sydney de Coulon wurde die  Ehrenbürgerschaft der Gemeinde  Isérables übertragen.
- Im Jahr 1959 verlieh ihm die Universität Neuenburg die Ehrendoktorwürde.